# Abraham Louis Breguet
Abraham Louis Breguet ([abraham lui brege] 10. ledna 1747 Neuchâtel – 17. září 1823 Paříž) byl francouzský hodinář a vynálezce švýcarského původu, zakladatel hodinářské firmy Breguet.

## Život
Vyučil se hodinářem ve švýcarském Neuchatelu a ve Versailles, v Paříži pak studoval matematiku a roku 1775 si otevřel samostatnou dílnu – základ budoucí společnosti Breguet. 1783 vyrobil složité hodinky pro královnu Marii Antoinettu, vyráběl hodinky pro cara Mikuláše I., pro anglického krále a pro Napoleona. Za revoluce o všechno přišel, ale po tříletém pobytu ve Švýcarsku se 1792 vrátil, stal se hodinářem námořnictva a členem Francouzské akademie věd. Roku 1810 vyrobil pro Napoleonovu sestru, neapolskou královnu Caroline, první náramkové hodinky na světě.

## Vynálezy

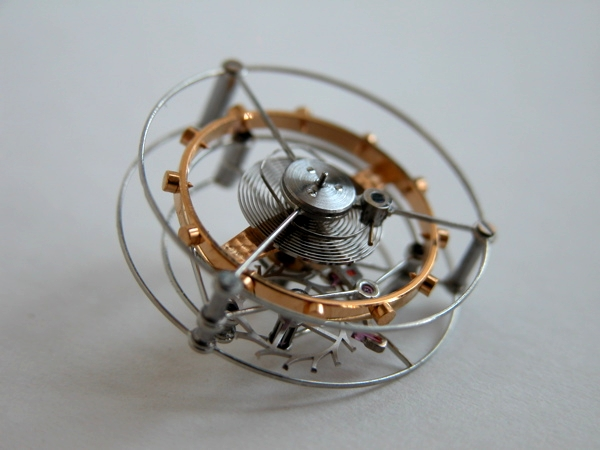
Moderní tourbillon

Bréguet zavedl rubínová ložiska a nové tvarování vlásku v hodinkách s posledním závitem vyhnutým nad rovinu spirály, čímž dosáhl stejnoměrnější chod. Vynalezl tourbillon, otáčivou klec, v níž je setrvačka; tourbillon se dodnes používá v luxusních kapesních a náramkových hodinkách. Vyrobil také první samonatahovací hodinky (1780) a pružné (nárazuvzdorné) uložení čepů setrvačky. Mezi kuriozity patří „sympatetické hodinky“, kapesní hodinky, které se automaticky srovnávaly s velmi přesnými kyvadlovými hodinami. Vyráběl také první hodinky pro nevidomé, teploměry s kovovou spirálou a sestrojil mechanismus Chappeova telegrafu.
Breguetovy výrobky jsou dnes mimořádně ceněné mezi sběrateli i v muzeích. Firmu po něm převzal jeho vnuk, Louis Breguet (1808–1883).